# Joseph Stefan
Joseph Stefan (slovensk namnform Jožef Štefan), född 24 mars 1835 i Klagenfurt i Kärnten, död 7 januari 1893 i Wien, var en österrikisk fysiker, matematiker och poet.
Stefan blev 1863 professor i fysik i Wien och 1866 även direktor vid det fysikaliska institutet där. Han gjorde viktiga undersökningar rörande ljusets interferens och dubbelbrytning samt polarisationsplanets vridning i kvarts, om ljudets fortplantningshastighet i gaser och i fasta kroppar, om vätskors avdunstning och salters lösning i vatten, om gasernas diffusion och värmeledningsförmåga, varvid han på experimentell väg bekräftade den moderna gasteorin, samt lagarna för de elektrodynamiska företeelserna och induktion. Av grundläggande betydelse var Stefans undersökningar om lösta kroppars diffusion i vätskor och den av honom funna Stefan–Boltzmanns lag, enligt vilken den totala energistrålningen från en svart kropp är proportionell mot fjärde potensen av dess absoluta temperatur, det vill säga temperaturen räknad från –273 °C, den absoluta nollpunkten.